# 4590 Дімащоголєв
4590 Дімащоголєв (4590 Dimashchegolev) — астероїд головного поясу, відкритий 25 липня 1968 року.
Тіссеранів параметр щодо Юпітера — 3,490.